# Пять картин
«Пять картин» — научно-фантастический рассказ Ивана Ефремова, опубликованный в 1965 году под названием «Космос, космос…» Посвящался художнику Андрею Соколову.

## Сюжет и литературные особенности
Е. Агапитова причисляла рассказ к жанру «пинакопоэзии», то есть описания картин, и утверждала, что он являлся экфрасисом в чистом виде. Судя по используемым именам и терминологии, действие рассказа разворачивается примерно в том же мире и в то же время, что и в романе «Туманность Андромеды» (или предшествует ему). Главный герой — Крес — оператор ядерной станции в Антарктиде, который при помощи управляемых атмосферных потоков направляет массы заряженных молекул воды в засушливые регионы планеты, где они требуются для орошения или поддержания уровня водоёмов. Одновременно он интересуется искусством и участвует в поисках художников прошлого, посвятивших своё творчество космосу. Искомое найдено в микрофильмах старых альбомов. Имя художника напрямую не называется, однако намёк исключительно прозрачен:

Эксперты разошлись во мнениях относительно его имени. Некоторые думали, что это был «сокол» — русское название хищной птицы. Другие считали, что корень имени — «сок».
Далее эффект усиливается прозвищем художника: «Сокол Русский». Э. Менделевич первым предложил отождествление картин, которые упоминаются и описаны в рассказе, но его выводы оспариваются Е. Агапитовой. Согласно её мнению, можно идентифицировать только четыре картины, хотя, по-видимому, при работе И. А. Ефремов опирался на набор открыток «Космическая фантазия».

## Издания
- Иван Ефремов. Космос, космос… // Огонёк. — 1965. — № 7. — С. 24.
- Пять картин (рассказ) // Сердце Змеи / Ил. А. Иткина. — Детская литература, 1970. — Т. 19. — С. 430—439. — 576 с. — (Библиотека приключений. 2-я серия).
- Пять картин (рассказ) // Сочинения в трех томах / Составитель: С. Г. Жемайтис. — М. : Молодая гвардия, 1975. — Т. 2. — С. 452—459. — 526 с.
- Пять картин (рассказ) // Собрание сочинений в пяти томах / Ил. В. Смирнова. — М. : Молодая гвардия, 1987. — Т. 3. — С. 459—468. — 478 с.